# Delfim Moreira
Delfim Moreira da Costa Ribeiro (Cristina, 7 de novembro de 1868 – Santa Rita do Sapucaí, 1 de julho de 1920) foi um advogado e político brasileiro, servindo como o 8.º vice-presidente do Brasil, de sua posse em 15 de novembro de 1918 até sua morte em 1 de julho de 1920. Nesse período, entre 15 de novembro de 1918 e 28 de julho de 1919, foi o 10.º presidente do Brasil.
Seu pai, Antonio Moreira da Costa Pinto, era português nascido na Junqueira, no município de Vila do Conde, distrito do Porto. Do lado materno, é descendente de famílias brasileiras bem antigas, como a família Moraes de Antas. Estudou no seminário de Mariana e cursou direito na Faculdade de Direito de São Paulo, diplomando-se em 1890. Pertencente à geração de republicanos históricos mineiros, foi deputado estadual de 1894 a 1902, sendo nomeado secretário do interior de Minas Gerais. Delfim Moreira também foi governador do estado de Minas Gerais, de 1914 a 1918.
Eleito vice-presidente na chapa de Rodrigues Alves durante as eleições, assumiu a presidência em virtude do falecimento daquele, vítima da Gripe Espanhola, até que fossem convocadas novas eleições (à época a Constituição previa que o vice-presidente só assumiria definitivamente caso o presidente morresse depois de decorridos dois anos de sua posse, ou seja, a metade de seu mandato), tornando-se presidente interino do Brasil.

## Presidência Interina
No seu governo, o Brasil se fez representar na Conferência de Paz em Paris, pelo senador Epitácio Pessoa, eleito presidente em 13 de maio, em disputa com Rui Barbosa. Logo após a volta do novo presidente do exterior, Delfim Moreira passou-lhe o cargo, voltando à vice-presidência. Seu curto mandato foi um período assinalado por vários problemas sociais.
Com a crise orçamentaria decorrente da Primeira Guerra Mundial, promoveu o aumento das tarifas alfandegarias, emitiu títulos de dívida e reduziu os gastos públicos, afetou os trabalhadores de várias categorias, causando mais revolta e greves pelo país.
Reformou a administração do território do Acre, republicou o Código civil brasileiro com várias correções ao texto original de 1916. 
Decretou intervenção no estado de Goiás. Delfim Moreira sofreu durante sua presidência de uma doença, arteriosclerose precoce, que o deixava totalmente desconcentrado e desligado de suas tarefas, sendo que, na prática, quem tomava as decisões era o ministro Afrânio de Melo Franco.
Delfim Moreira faleceu na tarde 1 de julho de 1920 em Santa Rita do Sapucaí, aonde passou a viver, vítima de sífilis terciária.
Quando morreu, logo após deixar a presidência, ainda ocupava a vice-presidência do governo de Epitácio Pessoa. Francisco Álvaro Bueno de Paiva o substituiu. Delfim e Augusto Rademaker (presidente da Junta Militar de 1969) são os únicos a terem exercido primeiro a Presidência para depois a Vice-presidência.

## Ministros
- Agricultura, Indústria e Comércio: Antônio de Pádua Sales
- Fazenda: Amaro Bezerra Cavalcanti de Albuquerque, João Ribeiro de Oliveira e Sousa
- Guerra: general-de-brigada Alberto Cardoso de Aguiar
- Justiça e Negócios Interiores: Amaro Bezerra Cavalcanti de Albuquerque - interino, Urbano Santos da Costa Araújo
- Marinha: vice-almirante Antônio Coutinho Gomes Pereira
- Relações Exteriores: Domício da Gama, Augusto Cochrane de Alencar - interino
- Viação e Obras Públicas: Afrânio de Melo Franco